# Ceratozetes parvulus
Ceratozetes parvulus är en kvalsterart som beskrevs av Sellnick 1922. Ceratozetes parvulus ingår i släktet Ceratozetes och familjen Ceratozetidae. Inga underarter finns listade i Catalogue of Life.